# 1833
- Wikisource

| Calendário gregoriano                                                        | 1833 MDCCCXXXIII                     |
| Ab urbe condita                                                              | 2586                                 |
| Calendário arménio                                                           | 1282 – 1283                          |
| Calendário bahá'í                                                            | -11 – -10                            |
| Calendário budista                                                           | 2377                                 |
| Calendário chinês                                                            | 4529 – 4530 Início a 20 de fevereiro |
| Calendário copta                                                             | 1549 – 1550                          |
| Calendário etíope                                                            | 1825 – 1826                          |
| Calendários hindus - Vikram Samvat - Calendário nacional indiano - Cáli Iuga | 1888 – 1889 1754 – 1755 4933 – 4934  |
| Calendário Holoceno                                                          | 11833                                |
| Calendário islâmico                                                          | 1249 – 1250                          |
| Calendário judaico                                                           | 5593 – 5594                          |
| Calendário persa                                                             | 1211 – 1212 Início a 21 de março     |
| Calendário rúnico                                                            | 2083                                 |
| Calendário solar tailandês                                                   | 2376                                 |

1833 (MDCCCXXXIII, na numeração romana)  foi um ano comum do século XIX do actual Calendário Gregoriano, da Era de Cristo, a sua letra dominical foi F (52 semanas), teve início a uma terça-feira e terminou também a uma terça-feira.
| Ano completo                       |
| ---------------------------------- |
| Ano comum com início à terça-feira |

## Eventos
- Reedificação da matriz da Vila do Porto, a Igreja de Nossa Senhora da Assunção na ilha de Santa Maria, Açores.
- Fundação de cidade de São José
- Fundação da cidade de Catalão

### Março
- 22 de março - Império do Brasil: a Revolta do Ano da Fumaça foi um conflito regencial que aconteceu em Ouro Preto.

### Abril
- 2 de abril - Transferência do Tribunal da Relação dos Açores de Ponta Delgada para Angra do Heroísmo, Açores.
- 11 de abril - Emancipação do município de Apodi, no Rio Grande do Norte, Brasil.

### Maio
- 9 de maio - Criado a Villa do Arraial de Feira de Sant’Anna, atual cidade de Feira de Santana, na Bahia.
- 13 de maio - Império do Brasil: Desencadeada a Revolta de Carrancas uma rebelião de escravos.

### Junho
- 25 de junho - Elevação do povoado de Luséa para categoria de vila. É criado o município de Luséa (Hoje, Maués) no atual estado do Amazonas.
- 28 de junho - Divisão dos Açores em duas zonas administrativas: Ponta Delgada e Angra do Heroísmo.

### Julho
- 4 de julho - A vila da Horta, nos Açores, Portugal, é elevada a categoria de cidade.
- 26 de julho - Nomeação do brigadeiro Martinho José Dias Azedo no cargo de governador militar dos Açores.

### Outubro
- 17 de outubro - Emancipação da vila de Cascavel, no estado brasileiro do Ceará, para a categoria de cidade.
- 18 de outubro - Apreensão do Convento de São Francisco (Ponta Delgada), ilha de São Miguel pela Fazenda Nacional Portuguesa.

### Novembro
- 12 de novembro - Grande queda de estrelas cadentes (meteoros), o que, segundo algumas denominações cristãs, representa o cumprimento de uma profecia bíblica (Mateus 24:29).

## Nascimentos
- 20 de fevereiro - Augusto Soromenho, professor e filólogo português (m. 1878).
- 20 de março - Daniel Dunglas Home, médium escocês.
- 11 de abril - Fredrik von Otter, foi primeiro-ministro da Suécia (m. 1910).
- 29 de abril - Arsênio da Silva, pintor e fotógrafo brasileiro (m. 1883).
- 2 de junho - Segismundo Moret, foi primeiro-ministro da Espanha (m. 1913).
- 24 de junho - Gustaf Åkerhielm, foi primeiro-ministro da Suécia (m. 1900).
- 21 de outubro - Alfred Nobel, inventor da dinamite e fundador dos Prémios Nobel (m. 1896).
- 12 de novembro - Aleksandr Borodin, compositor e químico russo (m. 1887)
- 19 de novembro - Joaquín Riascos, 5º presidente dos Estados Unidos da Colômbia (m. 1875).
- Henrique da Gama Barros, jurista e historiador português

## Mortes
- 16 de janeiro - Paula de Bragança, princesa do Brasil (n. 1822)
- 15 de maio - Edmund Kean, ator britânico (n. 1787)
- 2 de julho - Gervasio Antonio de Posadas, líder argentino (n. 1757)
- 27 de setembro - Ram Mohan Roy, reformador hindu (n. 1772)
- 1 de outubro - Luisa Todi, cantora lírica setubalense
- 14 de novembro - Bernardo José de Abrantes e Castro, médico, diplomata e jornalista português (n. 1771).
- 23 de novembro - Jean-Baptiste Jourdan, general francês (n. 1762)

## Por tema
- 1833 no Brasil
- 1833 na ciência
- 1833 na literatura
- 1833 na música
- 1833 na política